# Thrips fulvipes
Thrips fulvipes är en insektsart som beskrevs av Bagnall 1923. Thrips fulvipes ingår i släktet Thrips och familjen smaltripsar. Inga underarter finns listade i Catalogue of Life.